# SS Virtus Lanciano

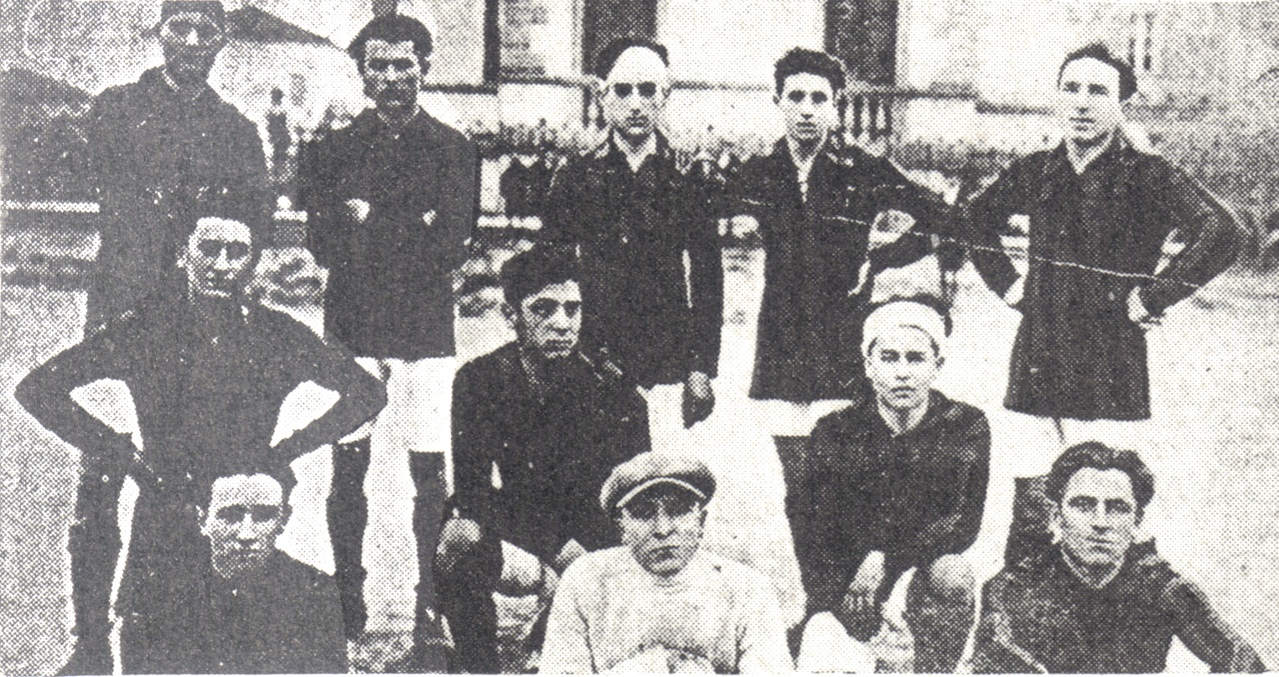
Het eerste team in 1922

SS Virtus Lanciano was een Italiaanse voetbalclub uit Lanciano. De club werd in 1920 opgericht. Zowel in 1992 als in 2008 maakte de club een doorstart. In 2012 promoveerde de club naar de Serie B. In 2016 degradeerde Lanciano naar de Lega Pro en ging vervolgens in vereffening.

## Eindklasseringen
| Seizoen   | №  | Clubs | Divisie | Duels | Winst | Gelijk | Verlies | Doelsaldo | Punten | Tsch  |
| --------- | -- | ----- | ------- | ----- | ----- | ------ | ------- | --------- | ------ | ----- |
| 2013–2014 | 10 | 22    | Serie B | 42    | 15    | 15     | 12      | 44–45     | 60     | 3.083 |
| 2014–2015 | 14 | 22    | Serie B | 42    | 10    | 20     | 12      | 49–48     | 50     | 3.024 |
| 2015–2016 | 19 | 22    | Serie B | 42    | 12    | 12     | 18      | 43–56     | 44     | 3.118 |

## Bekende (ex-)spelers
- Salvatore Bocchetti